# Wüstenwaran

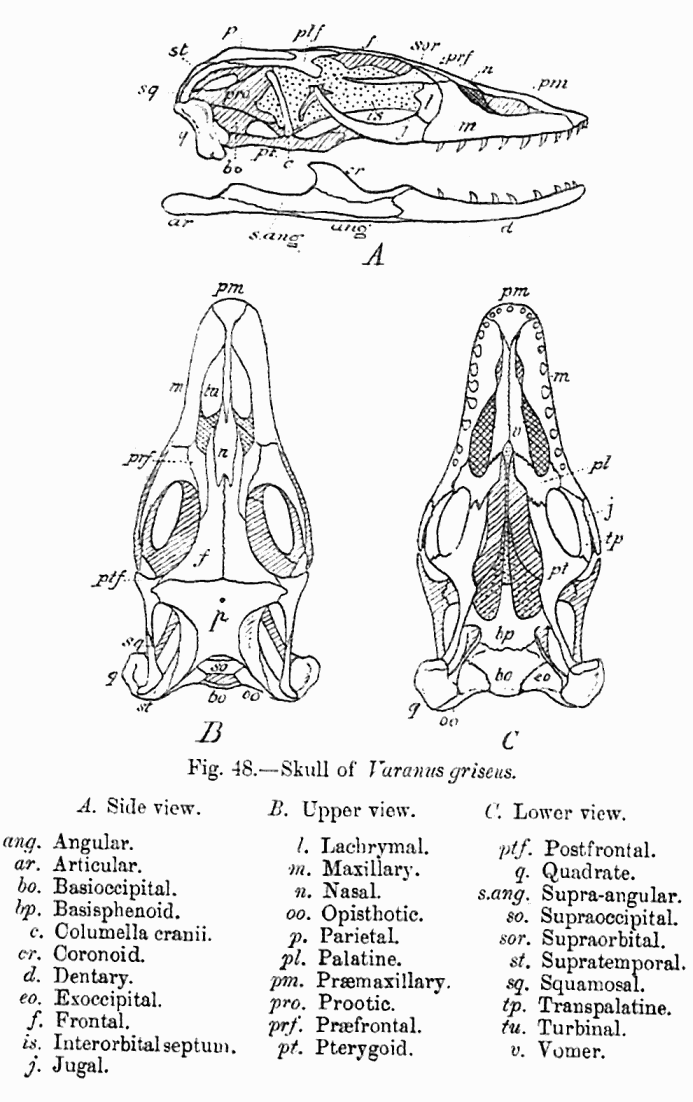
Historische Illustration zur Schädel-Anatomie des Wüstenwarans

Der Wüstenwaran (Varanus griseus) ist eine Echse aus der Gattung der Warane. Schon Herodot berichtete von einem „Landkrokodil“ im Gebiet der libyschen Nomadenvölker (Hdt., IV, 192). Es werden neben der Nominatform Varanus griseus griseus (Daudin, 1803) noch zwei weitere Unterarten unterschieden: V. g. caspius (Eichwald, 1831) und V. g. konieczkyi Mertens, 1954.

## Merkmale
Der Wüstenwaran wird bis zu 150 cm lang und hat einen für Warane typischen, langhalsigen Körper mit einem allerdings dickeren Schwanz als verwandte Arten. Der Kopf ist in der Draufsicht dreieckig, die stumpfe Schnauze mit nahe an den Augen liegenden Nasenlöchern erinnert an einen Schnabel. Der Wüstenwaran hat auf sandfarbener Grundfärbung am Rücken bis zu sechs dunkelbraune Sattelflecken. Die Zeichnung am Hals ist längs-, am Schwanz quer-gestreift. Am gesamten Körper findet sich ein labyrinthartiges Punktmuster, das hellbraun und gelb, manchmal auch weiß oder gar nicht vorhanden sein kann. Der Kopf ist hell und hat ein dunkles Schädeldach. Die Kiefer weisen manchmal schwarze Streifen auf.

## Lebensweise
Der Wüstenwaran ist wie alle reptilienartigen Tiere wechselwarm und geht nur am Morgen und am Abend auf Nahrungssuche, wenn es in seinen Wüstenhabitaten weder zu kalt noch zu heiß ist. Mittags und nachts verkriecht er sich in einer circa zwei Meter langen, selbstgegrabenen Erdhöhle. Dort sucht er Schutz vor den extremen Temperaturen, aber auch vor Fressfeinden wie Adlern, Großkatzen und Hyänen. In Teilen Asiens hält er sogar eine mehrmonatige Winterruhe.
Wird der Wüstenwaran angegriffen, füllt er seine Lungen mit Luft, zischt bedrohlich und richtet sich manchmal auf. Vertreibt dies den Feind nicht, greift er überraschend an, beißt und schlägt mit seinem Schwanz um sich und verteilt mit den mit spitzen Krallen besetzten Vordergliedmaßen Schläge. 
Paarungszeit ist von Mai bis Juni. Die Männchen kämpfen um das Vorrecht bei der Paarung: Die Tiere richten sich auf, schieben den Gegner mit den Vorderbeinen und versuchen diesen umzuwerfen. Diese Kämpfe gehen nie tödlich aus. Das Weibchen legt zwei bis drei Wochen nach der Paarung circa acht Eier in eine selbstgegrabene Mulde und bedeckt sie mit Sand. Eine anschließende Brutpflege findet nicht statt. Die Jungen schlüpfen nach maximal zehn Monaten und leben bis zum Erreichen der Geschlechtsreife mit zweieinhalb Jahren im Verborgenen.
Wüstenwarane fressen hauptsächlich Wirbellose, aber auch Vögel und Kleinsäuger. Die Art wagt sich auch an Schlangen heran – dies hat ihr in Nordafrika den Namen „Schlangenkönig“ eingebracht.

## Verbreitung
Der Wüstenwaran lebt in Wüsten- und Steppengebieten von der gesamten Sahara in Afrika über die Arabische Halbinsel bis nach Vorder- und Südasien. Im Einzelnen gehören folgende Staaten zu seinem Areal: Marokko, Algerien, Tunesien, Libyen, Ägypten, Westsahara, Mauretanien, Mali, Niger, Tschad, Sudan, Israel, Syrien, Libanon, Türkei, Irak, Saudi-Arabien, Vereinigte Arabische Emirate, Oman, Turkmenistan, Kasachstan, Usbekistan, Tadschikistan, Kirgisistan, Afghanistan, Iran (einschließlich der Wüste Dascht-e Kawir), Pakistan und Indien. Der weiten Verbreitung steht allerdings meist eine nur geringe Populations- und Individuendichte (Abundanz) der Art entgegen.

## Gefährdung und Schutz
Unter anderem wegen seines Fleisches wird der Wüstenwaran vom Menschen verfolgt; auch seine Eier werden zum Verzehr ausgegraben. Besonders bestandsdezimierend hat sich aber die Jagd zum Zweck der Nutzung seiner Haut ausgewirkt, die zu Handtaschen, Schuhen und Uhrbändern verarbeitet wird. Wegen der übermäßigen Bejagung wurde die Art auf Anhang I des Washingtoner Artenschutz-Übereinkommens (CITES) gesetzt. Der Handel mit toten und lebenden Exemplaren sowie Erzeugnissen des Wüstenwarans unter allen Staaten der Konvention ist seitdem verboten. Nach dem Bundesnaturschutzgesetz ist die Art außerdem „streng geschützt“.
Trotz dieser Gefährdungsursachen listete die IUCN die Art 2021 als least concern (ungefährdet) mit einem sinkenden Populationstrend.

## Wüstenwaran und Mensch
Indische Diebe haben sich den Wüstenwaran als „Einbruchswerkzeug“ zunutze gemacht. Die Diebe binden einen Strick um den Körper der kräftigen Tiere und bringen die Kletterkünstler dazu, dass sie eine für die Menschen unübersteigbare Mauer überklettern. Nach dem Übersteigen der Mauer zwängt sich der Wüstenwaran seinem Instinkt gemäß in einen Riss oder Spalt, welchen der Einbrecher vorher unter der Mauerkrone erkundet hat. Der Einbrecher benutzt danach den Waran als einen lebenden Enterhaken, indem er sich an dem Strick die Mauer hochzieht. Der Wüstenwaran ist nämlich kräftig genug, das Gewicht eines ausgewachsenen Menschen auf diese Weise zu halten.